# Kongenere

PCB-Kongenere
(m = 0, 1, 2, 3, 4 oder 5;
n= 0, 1, 2, 3, 4 oder 5)

Beispiel: BDE-99, ein Kongener der PBDE

Kongenere (auch Congenere) sind chemische Verbindungen, die durch ihren Ursprung oder ihre Struktur in Beziehung stehen. Häufig weisen sie den gleichen Stamm, d. h. die gleiche Grundstruktur auf. Die Summenformeln zweier Verbindungen, die Kongenere sind, können sich unterscheiden; es handelt sich nicht zwangsläufig um Isomere.
Kongenere Verbindungen können unterschiedliche chemische, physikalische und toxikologische Eigenschaften haben. Sie treten häufig als Gemisch auf.
Beispiele:
- Polychlorierte Biphenyle (PCB) [Gemisch von bis zu 209 Verbindungen]
- Polybromierte Biphenyle (PBB) [Gemisch von bis zu 209 Verbindungen]
- Polybromierte Diphenylether (PBDE) [Gemisch von bis zu 209 Verbindungen]
- Polychlorierte Dibenzo-p-dioxine (PCDD) [Gemisch von bis zu 75 Verbindungen][1]
- Polychlorierte Dibenzofurane (PCDF) [Gemisch von bis zu 135 Verbindungen][1]
- Polybromierte Dibenzo-p-dioxine (PBDD) [Gemisch von bis zu 75 Verbindungen][1]
- Polybromierte Dibenzofurane (PBDF) [Gemisch von bis zu 135 Verbindungen][1]
- Gemischt-halogenierte Dibenzo-p-dioxine (PXDD)
- Gemischt-halogenierte Dibenzofurane (PXDF)
- Polychlorierte Carbazole (PCCZ)
- Polychlorierte Naphthaline (PCN)
- Chlorparaffine